# Пил, Рембрандт
Рембрандт Пил (англ. Rembrandt Peale; 1778—1860) — американский художник-портретист.
Написал более 600 картин. Большинство его работ выполнены в стиле французского неоклассицизма (под влиянием обучения в Париже).

## Биография
Родился 22 февраля 1778 года в штате Пенсильвания. Был третьим ребёнком из шести оставшихся в живых детей (одиннадцать — умерли) в семье Чарльза Уилсона Пила и его жены Рейчел Брюэр.
Его отец, видный искусствовед и художник, назвал сына в честь живописца Рембрандта ван Рейна. Чарльз Уилсон Пил назвал большинство из своих 17 детей в честь великих художников, включая Рембрандта, Тициана, Рубенса и Рафаэля.
Рембрандт начал рисовать в возрасте восьми лет. Через год после смерти матери и повторного брака его отца, Пил оставил школу искусств и создал свой первый автопортрет в возрасте 13 лет.
В июле 1787 года отец представил своего сына Джорджу Вашингтону, и молодой художник наблюдал, как отец писал портрет будущего президента США. В 1795 году Рембрандт Пил самостоятельно изобразил стареющего Вашингтона, написав его, по-видимому, намного более старшего возраста, чем в реальности. Портрет был хорошо принят — это был дебют Рембрандта Пила.
Пил посещал Европу для изучения искусства. В Париже он находился с июня по сентябрь 1808 года, а также с октября 1809 по ноябрь 1810. Здесь он изучал работы Жака-Луи Давида, которые впечатлили его стилем неоклассицизма. Здесь же Пил написал несколько успешных портретов, в том числе известного исследователя Александра Гумбольдта и учёного Жозефа Луи Гей-Люссака.
В 1822 году Пил переехал в Нью-Йорк. Здесь он изучал портретную живопись таких художников, как Джон Трамбулл и Стюарт Гилберт.
Умер 3 октября 1860 года.

### Семья
В возрасте 20 лет Рембрандт женился на 22-летней Элеоноре Шорт (1776—1836) в католической церкви Св. Иосифа в Филадельфии. У них в семье было девять детей.
Второй раз он женился на Гарриет Кени (1800—1869), которая тоже была художницей.

## Интересный факт
С 2006 года в США чеканятся монеты, на реверсе которых изображена усадьба Монтичелло, а на аверсе — изображение Джефферсона, основой которого послужила картина 1800 года Рембрандта Пила. Эта монета стала первой в обиходе, на которой изображение президента подано не в профиль, а анфас.

## Некоторые работы

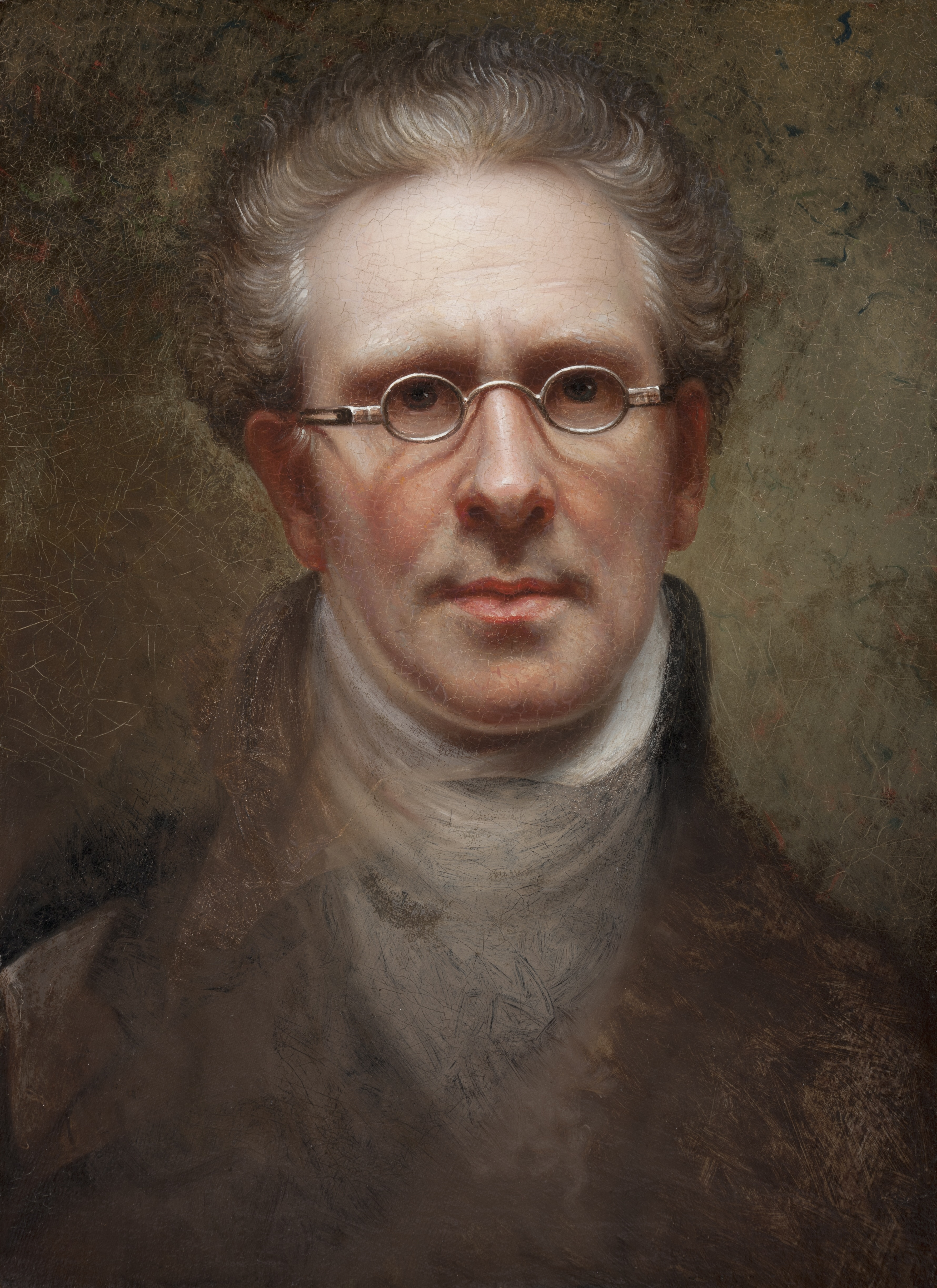
Автопортрет, 1828
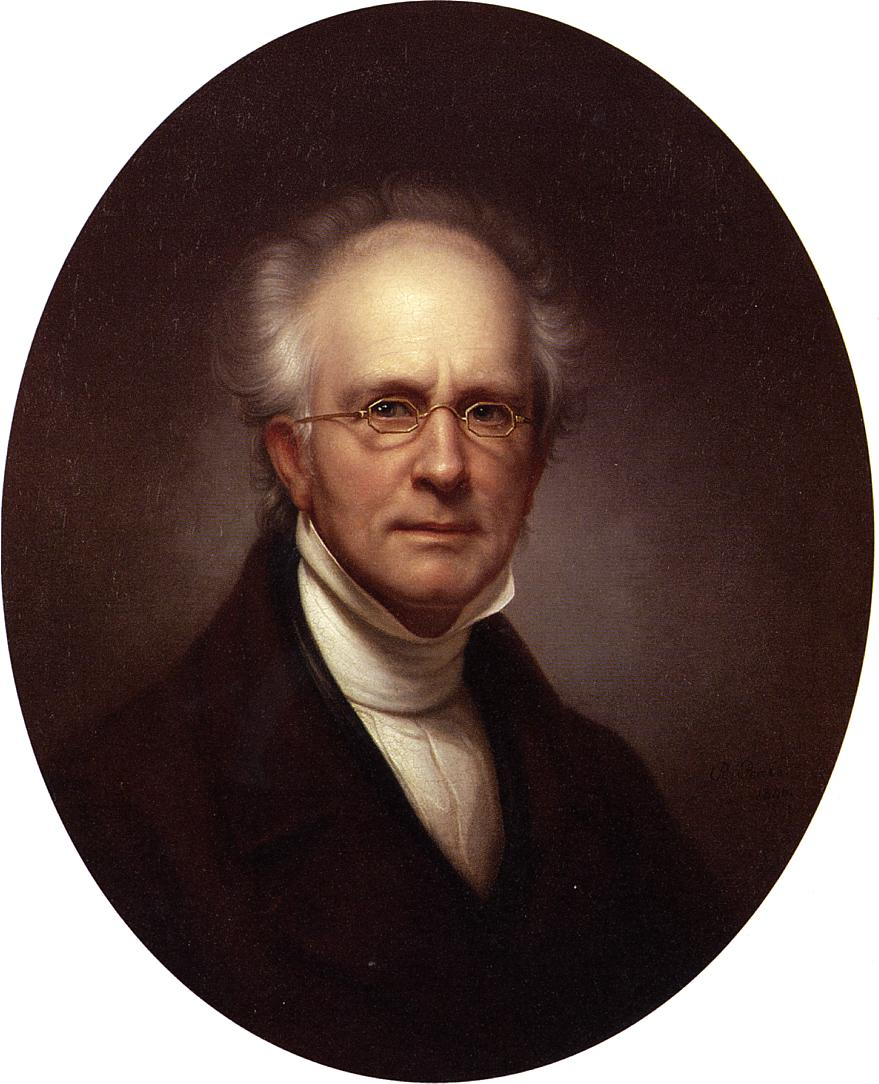
Автопортрет, 1846
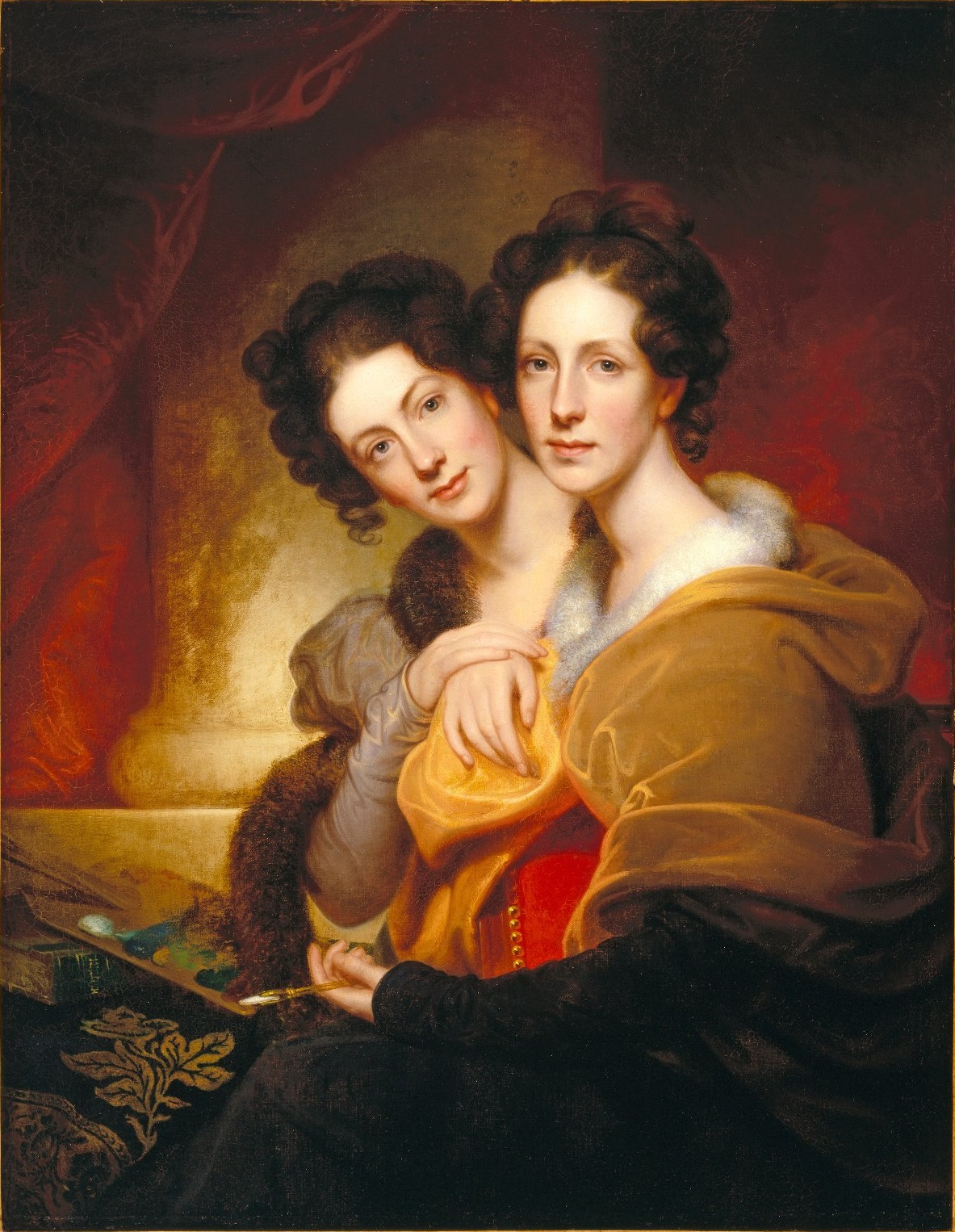
Сёстры Пила - Элеонора и Розальба
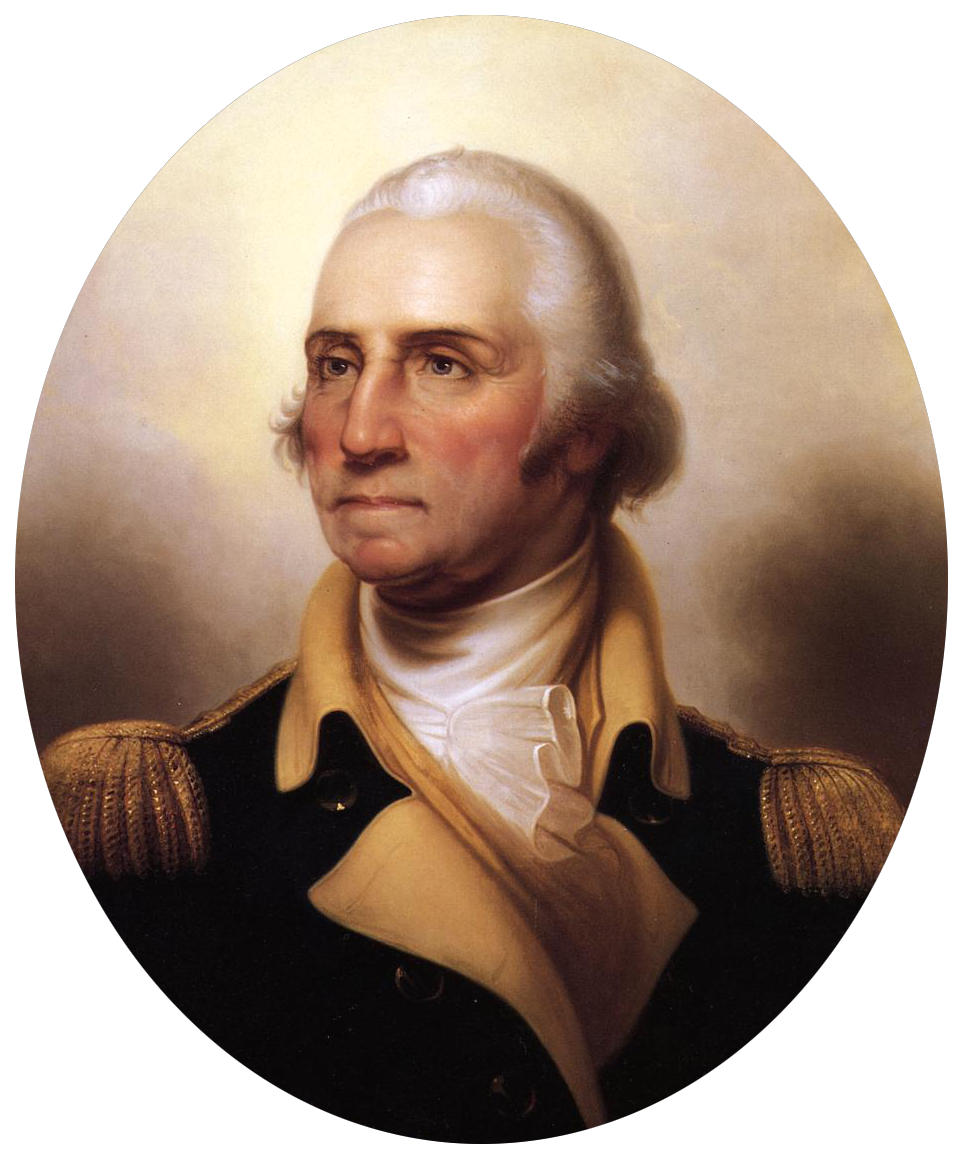
Джордж Вашингтон
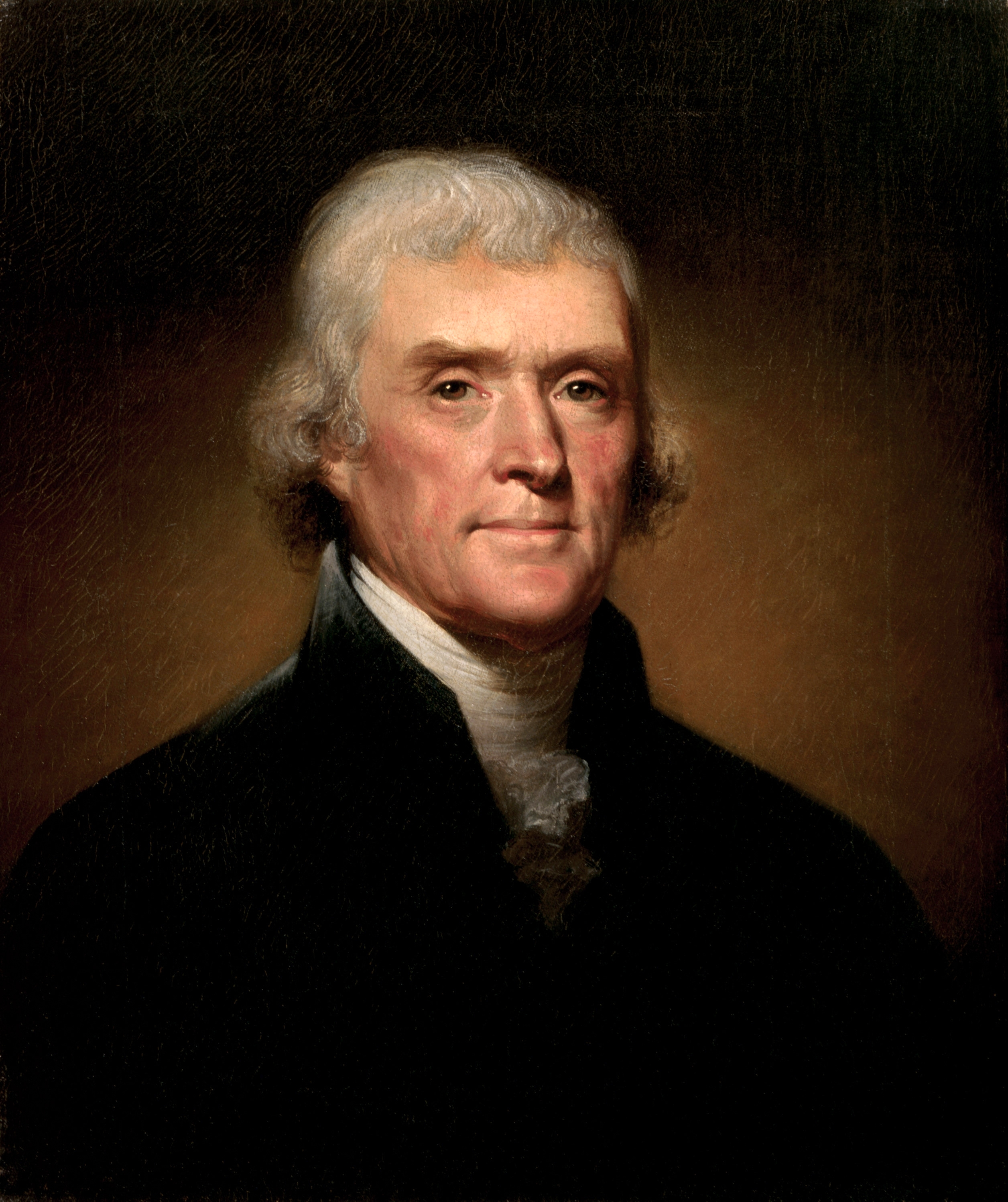
Томас Джефферсон
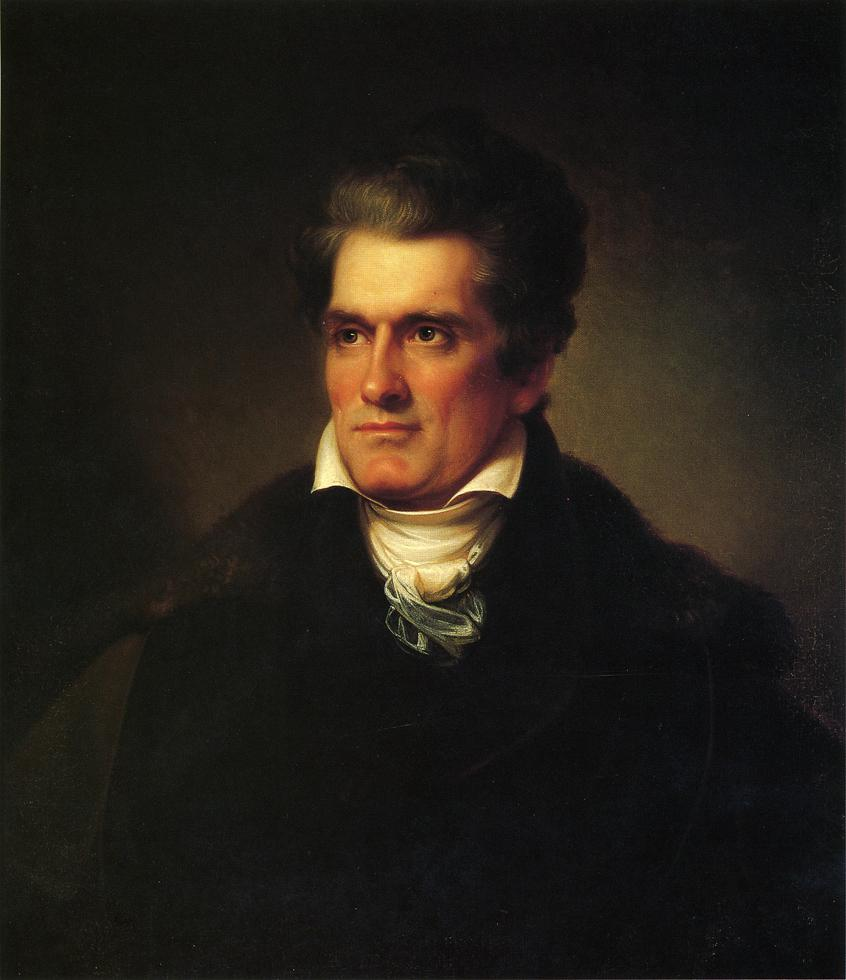
Джон Кэлхун
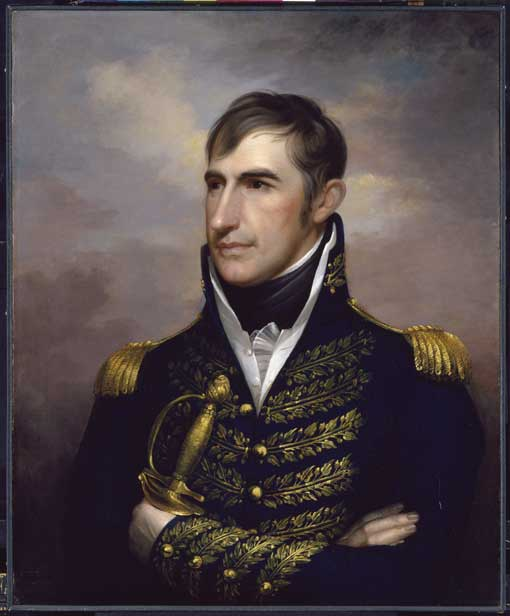
Уильям Гаррисон